# جناح وينلان
جناح وينلان (باللغة الصينية: 文瀾閣)، المعروفة أيضًا باسم مكتبة وينلان الامبراطورية، أو المكتبة الإمبراطورية، هي مكتبة وحديقة تقع في هانغتشو بمقاطعة تشجيانغ، الصين. كانت المكتبة واحدة من المجموعات السبع الرئيسية للكتب التي بناها الإمبراطور تشيان لونغ من أسرة تشينغ. وتعتبر المكتبة الوحيدة الباقية من بين مجموعة المكتبات الجنوبية.

## التاريخ

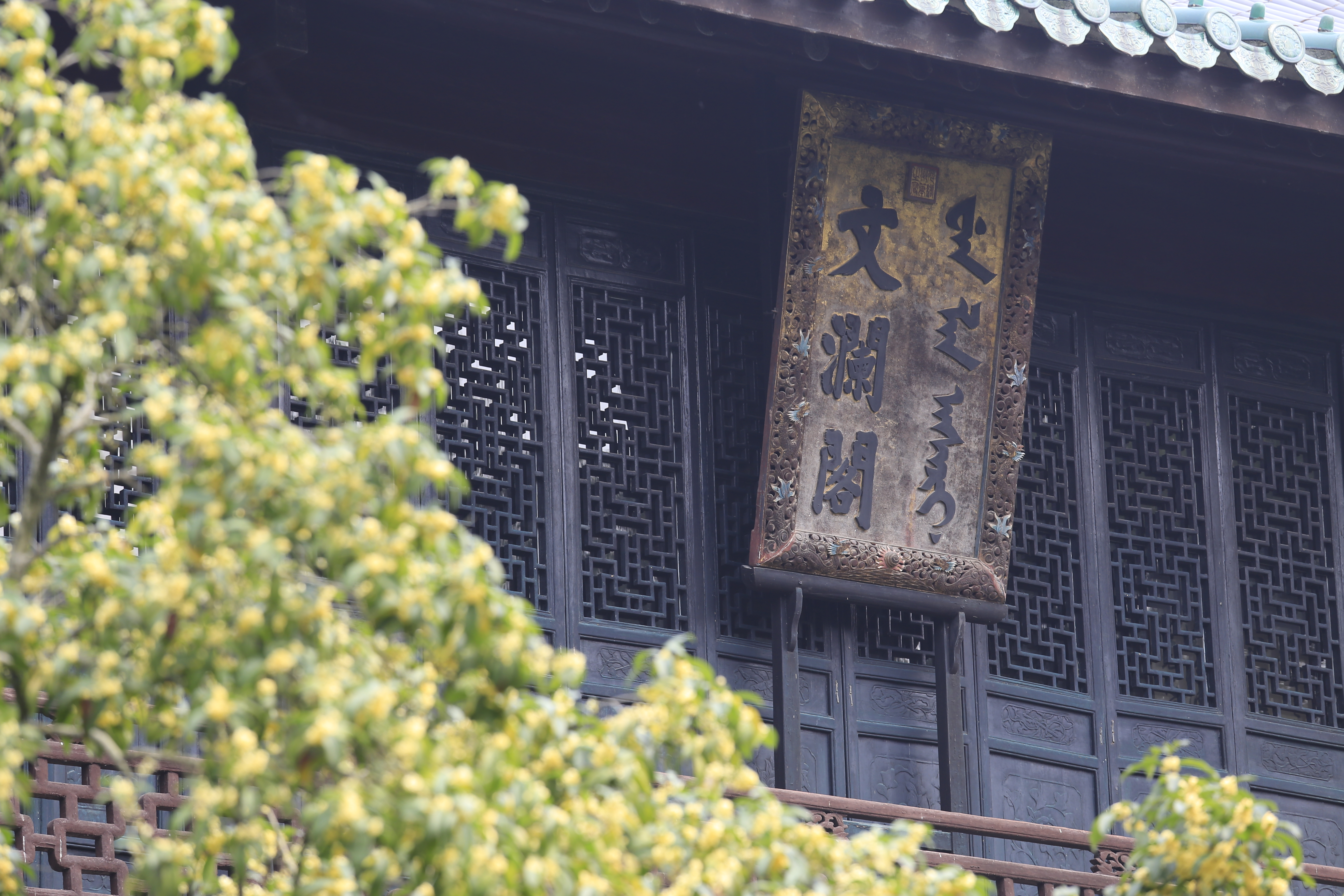
لافتة مكتبة وينلان

تم بناء جناح وينلان في عام 1782 (العام السابع والأربعون من عهد جينلان من أسرة تشينغ) واكتمل في العام التالي. في عام 1853، تم تدمير قصر شنجانغ وينزونغ وقصر يانغجو وينوي من قبل تمرد تايبينغ ولم يتم ترميمهما بعد الحرب، ولكن مكتبة وينلان انهارت في عام 1861 عندما استولى جيش تايبينغ على هانغتشو، وأعيد بناؤها في عام 1880. المكتبة الإمبراطورية هي حديقة صينية نموذجية في وسط البحيرة الغربية.
لها بوابة كبيرة تواجه البحيرة، يليها ممر منمق ومحاط بالزهور، ومن خلال كهف الجبل الصخري يمكنك رؤية الغرف الإمبراطورية. في منتصف البركة يوجد مبنى مكتبة من طابقين. على المحور الشرقي توجد قاعة لوهان وقاعة المعارض السكنية لعائلة تشينغ التي أعيد بناؤها في عام 2009.

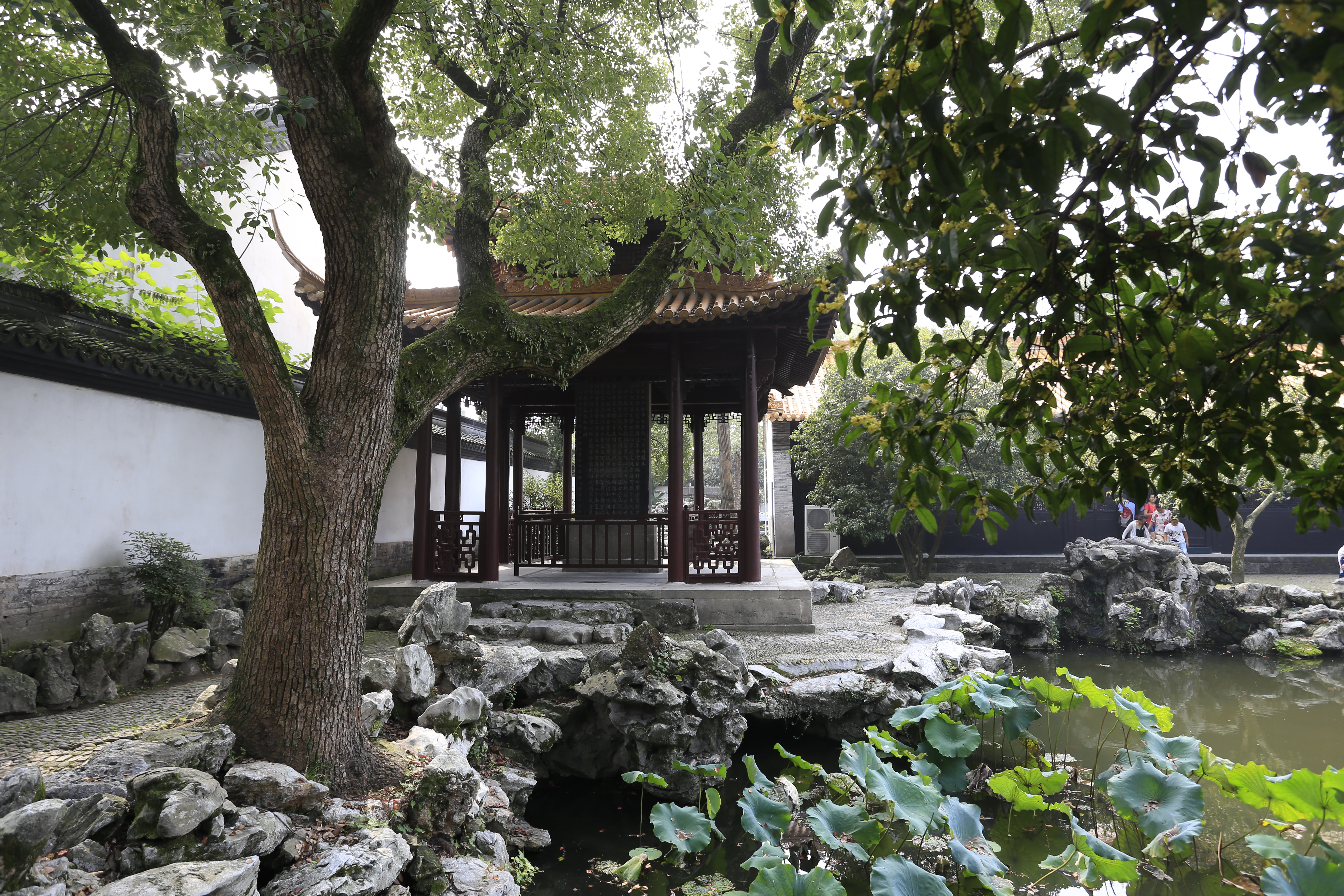
حدائق مكتبة وينلان

## روابط خارجية
- جناح ويلان (المكتبة الإمبراطورية)، هانغشو
- جناح وينلان، متحف تشجيانغ نسخة محفوظة 4 فبراير 2019 على موقع واي باك مشين.